# Чёрная (приток Вишеры)

Чёрная — река в России, протекает в Красновишерском районе Пермского края. Устье реки находится в 99 км по правому берегу реки Вишера. Длина реки составляет 13 км.
Река начинается из родников на западных склонах хребта Полюдов Кряж, западнее горы Полюдов Камень в 14 км к северо-западу от Красновишерска. Исток реки близ границы с Чердынским районом. Генеральное направление течения — юго-восток и юг, всё течение проходит по ненаселённому заболоченному лесу. Впадает в Вишеру в 3 км к западу от центра Красновишерска.

## Данные водного реестра
По данным государственного водного реестра России относится к Камскому бассейновому округу, водохозяйственный участок реки — Кама от водомерного поста у села Бондюг до города Березники, речной подбассейн реки — бассейны притоков Камы до впадения Белой. Речной бассейн реки — Кама.
По данным геоинформационной системы водохозяйственного районирования территории РФ, подготовленной Федеральным агентством водных ресурсов:
- Код водного объекта в государственном водном реестре — 10010100212111100004945
- Код по гидрологической изученности (ГИ) — 111100494
- Код бассейна — 10.01.01.002
- Номер тома по ГИ — 11
- Выпуск по ГИ — 1